# Siège de Jérusalem (63 av. J.-C.)
Pour les articles homonymes, voir Siège de Jérusalem.
Le siège de Jérusalem qui se déroula en 63 av. J.-C. eut lieu lors des campagnes de Pompée à l'Est, peu après le succès de sa conclusion de la troisième guerre mithridatique. Pompée avait été invité à intervenir dans une querelle sur l'héritage du royaume hasmonéen, qui se transforma en guerre entre Hyrcan II et Aristobule II. Sa conquête de Jérusalem sonna la fin de l'indépendance juive et l'incorporation de la Judée en tant que royaume client de la République romaine.

## Contexte historique
La mort de la reine hasmonéenne Salomé Alexandra plonge la Judée dans une guerre civile entre ses deux fils, Hyrcan II et Aristobule II. Après qu'Aristobule a chassé son frère aîné du trône et de la haute prêtrise de Jérusalem, Antipater conseille à Hyrcan de demander l'aide du roi Arétas III de Nabatène. En échange de la promesse de concessions territoriales, Arétas fournit à Hyrcan 50 000 soldats et leurs forces conjointes assiègent Aristobule à Jérusalem.
Pompée avait suivi la conclusion fructueuse de la troisième guerre mithridatique avec la création de la province de Syrie et avait passé en 64 et 63 av. J.-C. à rétablir l’ordre public dans la région. Les événements en Judée ont poussé Marcus Æmilius Scaurus, légat de Pompée à Damas, à arriver à Jérusalem. Scaurus est approché par les deux parties, mais l'affaire est réglée par un pot-de-vin d'Aristobule et Scaurus ordonne à Arétas de lever son siège de la ville. Alors que l'armée nabatéenne se retirait en direction de Pétra, Aristobule se lance à sa poursuite et vainc les Nabatéens à Papyron.
Quand Pompée lui-même arriva à Damas en 63 av. J.-C., Hyrcan et Aristobule lui rendirent visite. Pompée diffère la résolution du problème, en informant les parties adverses qu'il le réglerait une fois arrivé en Judée en personne. Aristobule n'attendit pas la décision de Pompée et quitta Damas pour s'enfermer dans sa forteresse d'Alexandrion. Pompée, en colère, entra en Judée avec ses troupes, à la vue desquelles Aristobule se rendit. Lorsque Aulus Gabinius dirige une force pour prendre Jérusalem, les partisans d'Aristobule refusent de laisser entrer les troupes romaines. Pompée qui avait fait arrêter Aristobule, s'était préparé à assiéger la ville.

## Le siège
Selon le Nouveau Dictionnaire historique des Sièges (1771, nouvelle édition 1809): 
 "Les Juifs, ayant refusé de recevoir l'armée romaine, qui marchait contre Aristobule, Pompée, plein de colère, se présenta devant la capitale. La vue de cette place, que la nature et l'art semblaient avait fortifiée de concert pour la rendre imprenable, lui fit craindre, pour la première fois, l'inconstance de la fortune, qui, jusqu'à ce jour, avait couronné tous ses exploits. Il était dans cette inquiétude, lorsque les Juifs, renfermés dans la ville, se divisèrent en deux factions. Les uns, favorables aux Romains, s'étant trouvés les plus forts, ouvrirent les portes à Pompée ; les autres, partisans d'Aristobule, se retirèrent dans le Temple et la cité de David, dont aussitôt le général romain forma le siège. Il éleva de grandes terrasses sur lesquelles il fit placer des tours garnies de balistes et d'autres machines de guerre, dont le tir continuel écartait ceux qui défendaient les murs. Mais les Juifs, que rien n'étonnait, rendaient inutiles, par leur valeur, tous les efforts des Romains. Ils se défendirent avec tant d'art et d'intrépidité, que, durant trois mois, l'ennemi ne put forcer qu'une seule tour. Enfin la vigoureuse opiniâtreté des légions triompha. Le Temple fut pris d'assaut. Faustus Cornelius Sulla, fils du dictateur Sylla, suivi de quelques braves, entra le premier par la brèche. On massacra tous ceux qui osèrent se montrer. Plusieurs sacrificateurs furent immolés durant les fonctions de leur ministère. Tous ceux qui purent se soustraire à la fureur des soldats, ou se précipitèrent du haut des rochers, ou mirent le feu à tout ce qui les environnait, et se jetèrent dans les flammes. Douze mille Juifs périrent dans cet instant funeste . Pompée respecta les richesses du temple, et mit le comble à sa victoire par ce trait de générosité.
Un épisode de ce siège marque la rencontre de Rome avec la coutume juive du Shabbat.

Selon Flavius Josèphe:
 « Les efforts des Romains fussent restés infructueux, si Pompée n'avait profité du septième jour de la semaine, où, par religion, les Juifs s'abstiennent de tout travail manuel ; il parvint ainsi à élever le remblai, en interdisant cependant aux soldats tout acte d'hostilité ouverte, car le jour dit Sabbat, les Juifs ont le droit de défendre leur vie, mais rien de plus ».

Dans son Histoire romaine (rédigée en grec), XXXVII, 16,, l'historien et consul Dion Cassius (v. 155 - ap. 235) reprend ce récit :
 « ... Pompée eut de grands obstacles à surmonter au siège de Jérusalem.
Reçu par les partisans d'Hyrcan, il fut aisément maître de la ville même ; mais la prise du temple, dont le parti contraire s'était emparé, lui coûta beaucoup d'efforts. Il était situé sur une hauteur et entouré de remparts qui le rendaient plus fort. Si ceux qui l'occupaient l'avaient défendu tous les jours avec la même vigilance, Pompée n'aurait pu le prendre ; mais ils suspendaient le combat pendant les jours qui portent le nom de Saturne ; parce qu'ils ne font rien ces jours-là. Cette interruption fournit aux assaillants le moyen d'ébranler les remparts. Les Romains, ayant remarqué l'usage dont je viens de parler, ne poussaient point sérieusement l'attaque pendant le reste de la semaine ; mais lorsque arrivaient périodiquement les jours de Saturne, ils donnaient l'assaut de toutes leurs forces. Ainsi le temple tomba au pouvoir des Romains, le jour dédié à Saturne, sans que ses défenseurs fissent aucune résistance. Tous ses trésors furent pillés, le pouvoir suprême fut donné à Hyrcan et Aristobule emmené en captivité. Tels sont les événements qui se passèrent alors en Palestine : c'est l'ancien nom de la contrée qui s'étend depuis la Phénicie jusqu'à l'Égypte, le long de la mer intérieure ; mais elle en prend aussi un autre. Elle se nomme Judée et les habitants s'appellent Juifs ».